# Echiniscus clavispinosus
Espèce
Echiniscus clavispinosus est une espèce de tardigrades de la famille des Echiniscidae. 

## Distribution
Cette espèce est endémique du Cap-Vert. Elle a été découverte à Santo Antao.

## Publication originale
- Fontoura, Pilato & Lisi, 2011 : Tardigrada from Santo Antao Island (Archipelago of Cape Verde, West Africa) with the description of a new species. Zootaxa, no 2838, p. 30-40.